# Хосе Марія Мело
Хосе Марія Діонісіо Мело-і-Ортіс (ісп. José María Dionisio Melo y Ortiz; 9 жовтня 1800 — 1 червня 1860) — колумбійський військовик і політик, 7-й президент Республіки Нова Гранада.

## Біографія
Народився 1800 року в Чапарралі. Був представником індіанської народності піхао. 1819 року вступив до лав армії Болівара, брав участь у звільненні Південної Америки від іспанської влади, а після створення Великої Колумбії — в колумбійсько-перуанській війні.
Після ліквідації перевороту генерала Урданети прибічників Болівара було вигнано з Нової Гранади, й Мело був змушений переїхати до Венесуели. Там 1835 року прибічники боліваріанства під керівництвом Сантьяго Маріньйо влаштували військовий переворот, усунули від влади президента Варгаса та закликали до відновлення Великої Колумбії, втім переворот було придушено Хосе Антоніо Паесом, а його учасників заслано з країни.
У грудні 1836 року Мело приїхав до Європи, відвідав Бремен, навчався у військовій академії в Саксонії. Там він зацікавився соціалістичними ідеями, познайомився з працями Фур'є та Сен-Сімона, дізнався про чартизм.
1841 року Мело повернувся до Ібаге, де зайнявся політикою та взяв участь у заснуванні «товариств демократії», що поширювали знання про економіку та політику. На президентських виборах 1849 року «товариства демократії» виступили на підтримку генерала Хосе Іларіо Лопеса, який обіцяв заборонити рабство. Прийшовши до влади, Лопес ухвалив закони про земельну реформу та про звільнення рабів. Невдоволені реформами Лопеса консерватори підбурили повстання в провінції Кундінамарка. Лопес призвав Мело на службу, присвоїв йому звання генерала. В подальшому Мело придушив повстання.
1853 року на пост президента було обрано Хосе Марію Обандо. На той час у країні назрівав розкол за принципом ставлення до економіки: «промисловці» вимагали підвищення імпортних тарифів, щоб стимулювати місцеве виробництво, що не влаштовувало представників торгового капіталу. 17 квітня 1854 року Мело заарештував Обандо, став президентом сам і почав провадити політику, що влаштовувала «промисловців». У країні почалась громадянська війна, яку Мело програв.
Мело був засланий до Коста-Рики, де брав участь у війні проти американського авантюриста Вільяма Вокера, який оселився в Нікарагуа. 1859 року Мело переїхав до Сальвадору, де став військовим інструктором.
В той час у Мексиці тривала війна за реформу, й Мело вирішив узяти в ній участь на боці уряду Беніто Хуареса. 10 червня 1860 року в битві з силами генерала-консерватора Хуана Ортеги його було поранено, взято в полон і вбито.